# TabulaRaaza
Das TabulaRaaza war ein Festival mit verschiedenen Musikstilen in Wiemerslande bei Oldenburg in Niedersachsen. Es wurde im Jahr 2019 erstmals veranstaltet und war im ersten Jahr mit mehr als 20.000 Besuchern ausverkauft. Auf sechs Bühnen werden unterschiedliche Musikstile durch Bands und DJs dargeboten. Es ist das größte Festival in der Region Weser-Ems.

## Geschichte
Die erste Ausgabe des TabulaRaaza Festivals fand im Jahr 2019 auf den Wiesen von Wiemerslande, einem Ortsteil von Sandkrug in der Gemeinde Hatten statt, teilweise auf dem Areal der Gemeinde Wardenburg.
Das Festival basiert auf der Idee eines ansässigen Landwirts und seines Nachbarn, ein Musikfestival zwischen ihren Häusern stattfinden zu lassen. Veranstalter Jan Meiners gründete hierzu die TabulaRaaza GmbH und stellte für die Organisation ein Team aus Freunden und Familienangehörigen zusammen. Als erstes Festivalbüro diente ein alter Wohnwagen.
Bereits im ersten Jahr konnten Künstler wie Paul van Dyk, Kool Savas, Neelix, Haddaway, Motorjesus, Curse, Chefket, Moonbootica, Moguai, Tocadisco, Cosmo Klein, Afrob, Township Rebellion, Captain Jack gewonnen werden. Als Stamm-Künstler auf der Hauptbühne treten Housedestroyer und Marcel Demand auf. Präsentiert wurde die erste Ausgabe von MTV Germany, Bremen Vier, Bremen Next und der Nordwest-Zeitung. Im ersten Jahr war das Festival bereits im Vorfeld ausverkauft und konnte über 20.000 Besucher verzeichnen.
Das Festival soll alle zwei Jahre auf sechs Bühnen stattfinden. Wegen der COVID-19-Pandemie musste das TabulaRaaza Festival 2021 auf das Jahr 2023 verschoben werden. Jede Bühne wird für einen Musikstil genutzt. Auf der Hauptbühne stehen Electro-House und Elektronische Tanzmusik auf dem Programm, auf den anderen Bühnen zum Beispiel Rockmusik, Techno, Hip-Hop, Schlager, Goa, Drum and Bass, Funk und Popmusik. Außerdem umfasst das Festivalgelände mehrere tausend Parkplätze, einen temporären Busbahnhof (Wiemerslande ZOB), eine VIP-Bar sowie einen Campingplatz, auf dem sogenanntes „Green Camping“ stattfindet.
Am 17. Juli 2023 gab der Veranstalter die Absage des Festivals bekannt. Am 2. August 2023 stellte die Tabularaaza GmbH beim Amtsgericht Oldenburg einen Insolvenzantrag.